# 托羅拉
托羅拉（西班牙語：Torola），是薩爾瓦多的城鎮，位於該國東北部，由莫拉桑省負責管轄，面積58.26平方公里，海拔高度708米，2007年人口3,042，人口密度每平方公里52.21人。
13°55′N 88°14′W / 13.917°N 88.233°W